# Катастрофа Ту-124 под Волоколамском
Катастрофа Ту-124 под Волоколамском — крупная авиационная катастрофа, произошедшая 16 декабря 1973 года в Волоколамском районе Московской области у деревни Карачарово. Авиалайнер Ту-124В Вильнюсского ОАО авиакомпании «Аэрофлот» выполнял плановый внутренний рейс SU-2022 по маршруту Вильнюс — Москва, но при подлёте к Московскому аэропорту Внуково лайнер вошёл в крутое пике. Экипажу удалось выровнять самолёт и начать набор высоты, но при наборе высоты лайнер вошёл в штопор, после чего рухнул на поле и полностью разрушился. Погибли все 51 человек на борту — 46 пассажиров и 5 членов экипажа.

## Самолёт
Ту-124В с бортовым номером СССР-45061 (заводской — 4351406, серийный — 14-06) был выпущен ХГАПП 25 апреля 1964 года. Его салон имел вместимость на 56 пассажиров. 6 мая того же года самолёт поступил Главному управлению гражданского воздушного флота, где его направили в Вильнюсский авиаотряд Литовского УГА. На момент катастрофы борт 45061 имел 14 903 часа налёта и 13 832 посадки.

## Экипаж и пассажиры
В тот день авиалайнер пилотировал экипаж из 277-го лётного отряда в составе:
- Командир воздушного судна (КВС) — Степан Бойко
- Второй пилот — Еугениюс Корнил (лит. Eugenijus Karnila)
- Штурман — Юозас Часас (лит. Juozas Časas)
- Бортмеханик — Юно Шамаев

В салоне работала стюардесса Мария Крикова, а также находился сопровождающий милиционер. Всего на борту было 45 пассажиров (44 взрослых и 1 ребёнок).
| Страна | Пассажиры | Экипаж | Всего |
| ------ | --------- | ------ | ----- |
| СССР   | 45        | 5      | 50    |
| ФРГ    | 1         | 0      | 1     |
| Итого  | 46        | 5      | 51    |

## Катастрофа
В 18:10 по московскому времени рейс 2022 вылетел из Вильнюсского аэропорта и после подъёма занял эшелон 7800 метров, а рейс выполнял Ту-124В борт СССР-45061. В 18:44 самолёт пролетел Витебск, в 18:56 — ОПРС Белый, а в 19:03 — траверз Вязьмы.
После прохождения рейсом 2022 Вязьмы авиадиспетчер РДП Внуково дал указание снижаться до эшелона 5700 метров. Экипаж подтвердил получение информации, а в 19:06 доложил о начале снижения. В 19:09:30 с рейса 2022 доложили о занятии эшелона 5700 метров, на что диспетчер дал указание сохранять данную высоту до пролёта ОПРС Клементьево, до которого оставалось ещё 20 километров.
Но в 19:10:51 в РДП Внуково, а также в ВРДП Вязьма диспетчеры услышали передачу с рейса 2022 по УКВ связи. Поначалу были слышны неясные разговоры в кабине, после чего наконец в 19:11:08 экипаж доложил: Вошёл в резкое пикирование, не могу вытянуть. При этом на заднем плане были слышны сирена и неоднократное Тяни, тяни, ещё тяни. Самолёт вошёл в самопроизвольное пике и начал резко снижаться с вертикальной скоростью 20 м/с, разогнавшись до 680 км/ч. Экипаж был обучен данной ситуации и сразу понял, что произошёл отказ триммера, о чём доложил диспетчерам. Пилоты выровняли самолёт, но тот затем снова перешёл в ещё более крутое пике, на сей раз уже снижаясь с вертикальной скоростью около 80 м/с и разогнавшись до 880 км/ч. Пилоты начали с силой тянуть штурвалы на себя, пока не выровняли авиалайнер на высоте около 2000 метров, а затем начали набор высоты, о чём в 19:11:47 доложили на землю. Однако вскоре на скорости 370 км/ч Ту-124 перешёл в крутой штопор и, разгоняясь, вновь устремился вниз.
Передачи сообщений от экипажа прекратились в 19:12:39, а через полминуты в 19:13:10 Ту-124 на скорости около 900 км/ч под углом более 80°, то есть почти вертикально, летя по курсу 60°, врезался в поле в 480 метрах к востоку от деревни Карачарово Волоколамского района Московской области. В результате сильного удара самолёт был полностью уничтожен, разбросав обломки по площади 140 на 190 метров и образовав на месте падения воронку глубиной 15 метров. Все 5 членов экипажа и 46 пассажиров на борту самолёта погибли. Из-за высокой скорости при ударе тела большинства погибших было невозможно опознать.

## Запись переговоров
| Запись переговоров. | Запись переговоров. | Запись переговоров.                          |
| Время               |                     |                                              |
| ------------------- | ------------------- | -------------------------------------------- |
| 19:10:51            |                     | (нрзб)                                       |
| 19:11:08            |                     | Вошёл в резкое пикирование, не могу вытянуть |
|                     |                     | Тяни, тяни, еще тяни                         |
| 19:11:47            |                     | Хорош, с набором пошли, хорош, скорость идет |
|                     | 2-й пилот           | У нас отказал триммер                        |
| 19:12:20            | Штурман             | Скорость 360!                                |
|                     | 2-й пилот           | Не надо вниз, не надо, от себя, Сергеевич!   |
| 19:12:37            | Штурман             | Ого, 1500                                    |
| 19:12:39            | 2-й пилот           | Не снижайся, Сергеевич                       |
| 19:12:39            |                     | Конец связи                                  |

## Причина
Комиссия установила, что катастрофа произошла вследствие отклонения триммера руля высоты в пикирующее положение до предела. Произошло это из-за подачи ложного сигнала в его электрическую цепь управления. Хотя экипаж и был обучен методике пилотирования при отказе триммера, воспользоваться механизмом управления триммера он не мог. После первого пикирования самолёта экипаж сумел выровнять его. Однако во втором пикировании Ту-124 также ещё вошёл в крен 50—60°, который экипаж, после второго выравнивания, не заметил из-за временного отказа приборов (вследствие высоких перегрузок) и из-за полёта в темноте. При снижении скорости до 370 км/ч на крыльях произошёл срыв потока и самолёт вошёл в штопор, из которого экипаж вывести его не успел.
Также комиссия отметила высокое мужество и самообладание экипажа, который действовал энергично и грамотно, параллельно докладывая о ситуации на землю.

## Памятник
На месте катастрофы первоначально был установлен памятник. Однако в 1990-х годах при сельскохозяйственных работах его повредили и впоследствии сдали на металлолом.